# Delray Beach International Tennis Championships 2010
Delray Beach International Tennis Championships 2010 — тенісний турнір, що проходив на кортах з твердим покриттям у місті Делрей-Біч, США з 22 лютого. Належав до категорії ATP World Tour 250, був турніром серії Delray Beach Open 2010 року.

## Фінальна частина

### Одиночний розряд
Ернестс Гулбіс —  Іво Карлович 6–2, 6–3

### Парний розряд
Боб Браян /  Майк Браян —  Філіпп Маркс /  Ігор Зеленай 6–3, 7–6(7–3)